# Anton Wembacher
Anton Wembacher (Berchtesgaden, 15 settembre 1955) è uno slittinista tedesco occidentale.
Dopo la riunificazione della Germania (1990), ha acquisito la cittadinanza tedesca.

## Biografia
È fratello maggiore di Franz Wembacher, anche lui slittinista di caratura internazionale.
Rappresentò la Germania Ovest ai Giochi olimpici invernali di Lake Placid 1980, dove giunse ottavo nel singolo e sesto nel doppio, assieme a Anton Winkler.
Ai campionati mondiali di Schönau am Königssee 1979 ottenne una medaglia di bronzo nel doppio con Anton Winkler.

## Palmarès
- Campionati mondiali di slittino

Königssee 1979: bronzo nel doppio;